# محافظة الخليل
محافظة الخليل هي محافظة فلسطينية واقعة في جنوب الضفة الغربية وتبلغ مساحتها 997 كم² وتحدها من الشمال محافظة بيت لحم بينما يحدها الخط الأخضر والبحر الميت من الجهات الأخرى وهي أكبر محافظات الضفة من ناحية المساحة والسكان حيث تبلغ مساحتها 16% من أراضي الضفة الغربية وتعدادها 729,193 نسمة سنة 2016. وفيها قبور الانبياء إبراهيم خليل الله ومنه اخذت الخليل تسميتها وكذلك قبر يعقوب واسحق وأزواجهم عليهم السلام وأخذت المكانة الدينية بعد القدس لدى الديانتين الإسلامية واليهودية وتبعد عن مدينة القدس قرابة 15 كم وتتكون المحافظة من 100 قرية ومدينة ابرزها مدن الخليل ودورا ويطا وبني نعيم والظاهرية وحلحول بالإضافة إلى مخيمين للاجئين هما الفوار والعروب.

## التاريخ

### الخليل قبل الميلاد

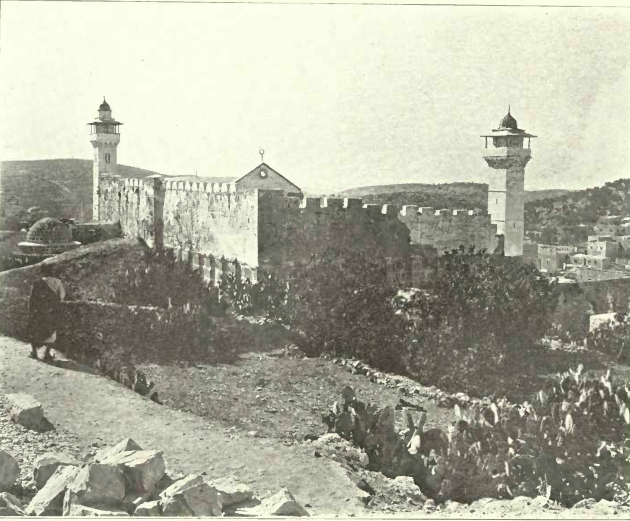
الخليل عام 1906

الخليل من أقدم مناطق العالم وتاريخها يعود إلى 5500 عام، نزلها إبراهيم منذ نحو 3800 سنة، وسميت بالخليل نسبة إليه (خليل الرحمن)، وتضم رفاته ورفاة زوجته سارة، وعائلته من بعده إسحق ويعقوب ويوسف ولوط ويونس ومن قبله كنوح عليهم السلام أجمعين.
والخليل بذلك ثاني المدن المقدسة في فلسطين عند المسلمين، وتضم الكثير من رفات الصحابة وفي مقدمتهم
شهداء معركة أجنادين التي وقعت غرب المحافظة عند بلدة بيت جبرين التي تضرب آثارها في القدم.
بنى العرب الكنعانيون معظم أرجاء محافظة الخليل إضافة لمركزها وأطلقوا عليه اسم (قرية أربع) نسبة إلى بانيها (أربع) وهو أبو عَناق أعظم العناقيين، وكانوا يوصفون بالجبابرة.
ويُعتبر السور الضخم الذي يحيط بالحرم الإبراهيمي الشريف اليوم هو من بقايا بناء أقامه هيرودوس الأدوي
الذي ولد المسيح في أواخر عهده، أما الشرفات على السور فإسلامية.
وسكنها العرب «العناقيون» الذين اشتهروا بقوة البأس وطول القامة. وحينما دخلها يوشع بن نون أطلق
عليها اسم «حبرون»، بينما اتخذها النبي داود عاصمة له لمدة سبع سنين ونصف
قبل دخوله القدس.
تعرّضت الخليل هي وبقية فلسطين للغزو الأشوري عام (732) ق.م وللزحف البابلي عام (586)
ق.م ولموجة الغزاة الفرس عام (539) ق.م. كما أخضعها اليونان الإغريق لحكمهم عام (322) ق.م، ولكن الرومان انتزعوها منهم عام (63) ق.م.
ثم انتقلت لقبضة البيزنطيين عام (593) م إلاّ أنّ الفرس احتلوها منهم لبضع سنوات، ثمّ عاد الروم
البيزنطيون فاستعادوها مرة أخرى، وأخرجوا الفرس منها. وعن هذا الصراع يقول الذكر الحكيم: (غلبت الروم في أدنى الأرض وهم من بعد غلبهم سَيَغْلِبون)
وفي محطة بارزة من تاريخها 636 م / 15 هـ تشرّفت الخليل هي وسائر مدن فلسطين بالفتح العمري، ونعمت خلال قرون عديدة بالحكم الإسلامي.
وقد ذكر المؤرخون المسلمون الخليل بأسماء منها «مسجد إبراهيم» و«حبرى» و«الخليل»
ولكن الاسم الأخير تغلب على غيره من الأسماء.

### عصور العرب الجاهلية والإسلامية
كانت القبائل العربية تنزل فلسطين قبل الإسلام بقرون. وقد استقرت في أواخر القرن الثاني للميلاد قبيلة «لخم» القحطانية جنوبي البلاد وامتدوا في غربي البحر الميت وينسب إلى اللخميين الذين نزلوا فلسطين وعلى وجه التحديد ناحية «حبرى» الصحابي «تميم بن أوس الداري» الذي كان بين جماعة من «الدارية» قدمت على رسول الله، بعد إسلامها، إلى مكة. قال تميم موجهاً خطابه إلى الرسول الكريم يا رسول الله! إن لي جيرة من الروم بفلسطين لهم قرية يقال لها «حبرى» وأخرى يقال لها «بيت عينُون»، فان فتح الله عليك الشام فهبها لي! قال: هُما لك وكتب كتاباً بذلك. ومما جاء فيه: إن له قرية حبرى وبيت عينون قريتها كلّها سهلها وجبلها وماءها وحرَّتها وأنباطها وبقرها ولعقبه من بعده. هذا وليس لرسول الله، قطيعة بالشام غيرها. وأضاف المؤرخ البلاذري على اقطاع قريتي حبرى وبيت عنون (مسجد إبراهيم) الذي لم تكن مباني «حبرى» قد امتدت اليه حتى يوم الأقطاع. وأضافت مصادر أخرى إلى أن الأقطاع شمل قرية «المرطوم» أو «الرطوم» فضلاً عن حبرى وبيت عينون ومسجد إبراهيم أو بيت إبراهيم. وفي العهد العربي الإسلامي ذكر المؤرخون والرحالة «الخليل» بأسماء «مسجد إبراهيم» و«حبرى» و«حبرون» و«الخليل» الذي غلب أخيراً على غيره من الأسماء. وكان من الطبيعي أن تتجه انظار الفاتحين إلى مقام جد الأنبياء وكان خراباً بعد غارة الفرس عام 614 م. فرمموا ما سمحت لهم الظروف بترميمه.

### الخليل في عصر الصليبيون
دخلها الصليبيون عام 1167 م وبنوا كنيسةً فوق المسجد الإبراهيمي،
ولكن القائد صلاح الدين استرد الخليل ونقل إليها منبر عسقلان العاجي.
وفي العهد الروماني كانت «حيرون» قرية حملت اسم «Chepron» بها قلعة أقيمت بجانب مقبرة إبراهيم وعائلته. وفي أيام حكم الأمبراطور «يوستنيانوس» 527 ـ 565 م.» أقيمت كنيسة على مقبرة إبراهيم وعائلته، هدّمها الفرس في غارتهم على بلادنا عام 614 م وبقيت كذلك إلى أن دخل العرب المسلمون «حيرون». ويظهر أن الخراب الذي لحق بالخليل بسبب الغارة المذكورة كان كبيراً حتى أننا لم نر لحيرون ذكراً في الفتوحات الإسلامية.
استولى الإفرنج على الخليل عام 1099 م: 492 هـ وفي عام 1100 م أقطعها غودفري دي بوايون إلى «جيرهارد دي أفين Gerhard de Avennes وبعد ذلك اطلقوا عليها اسم قلعة القديس ابراهام ـ إبراهيم St. Abraham وأخذوا يهتمون بتحصينها حتى أضحت تتحكم في كل المنطقة.

### الخليل في العصر المملوكي والعثماني

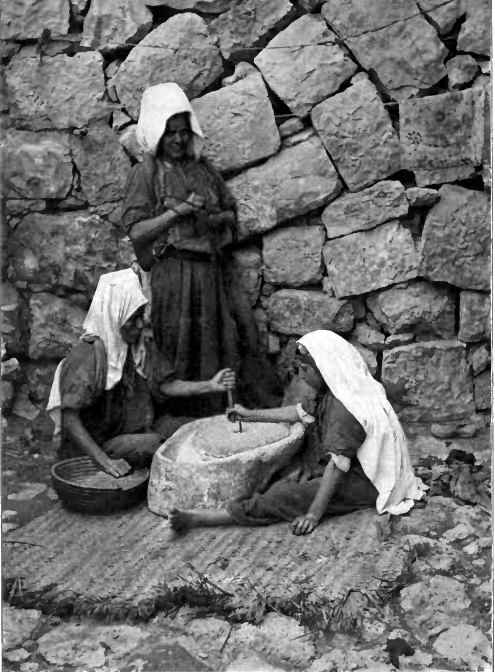
استخدام الجاروشة

تطورت المدينة في العهدين المملوكي والعثماني، واشتهرت في عصر العثمانيين
بصناعة القناديل والزجاج الملوّن، وبلغ من تقدمها آنذاك أن شاركت في المعرض العالمي الذي
أقيم في فينا عام 1873 م، حيث عرضت صناعات الخليل من أدوات الزينة المصنوعة من الزجاج الملوّن.
وفي أيام المماليك أُدخلت بعض التقاليد والعادات التي ما زالت تعيش معنا، منها تقديم القطايف والكعك المحشو بالتمر (العجوة) والكنافة وغيرها من الحلويات، بالأعياد، كما وأن التقليد الذي يحتم على الأسرة زيارة المقابر بعد صلاة العيدين بدأ في أواخر العصر المملوكي. ومما ورثناه عنهم أيضاً الاحتفال بختان الأولاد والدعوات لتناول طعام الأفطار في رمضان وتقديم ما يستطاع تقديمه للفقراء في هذا الشهر المبارك على المحتاجين; والدق على الطبل مع المناداة في الطرقات لأشعار الناس بدخول وقت السحور. إن عادة الاحتفال باقامة الموالد وبعض المواسم وإن كنا قد ورثناها عن الفاطميين إلا أنها تأصلت وترسخت في البلاد في عهد المماليك. ومن هذه المواسم التي ما زلنا نحتفل بها مولد النبي ومولد بعض الأولياء وموسم عاشوراء ورأس السنة الهجرية، كما وأن الأحتفالات بالمواسم التي حولت في السنين الأخيرة إلى مهرجانات وطنية بدأت على الأرجح في العهد المملوكي مثل الأحتفال بموسم النبي موسى وموسم النبي صالح وغيرهما. واستمرت إلى يومنا هذا. ومن التقاليد التي استحدثها الفاطميون ورسخت في عهد المماليك تشييد القباب فوق القبور وإنشاء المساجد فوق قبور الأولياء والبارزين ـ من الرجال.

### الخليل حديثا
خضعت المدينة للانتداب البريطاني عام 1917 م، ثم للإدارة الأردنية عام 1950 م. واستولى عليها
الصهاينة اليهود عام 1967م.
في عام 1948 احتلت المنظمات الصهيونية المسلحة نصف أراضي قضاء الخليل حيث فقدت المحافظة معظم قراها وبلداته وأخصب أراضيها الواقعة غربا، واحتلوا بعد ذلك محافظة الخليل كاملة في عام 1967 إثر حرب حزيران.

## المكانة الدينية

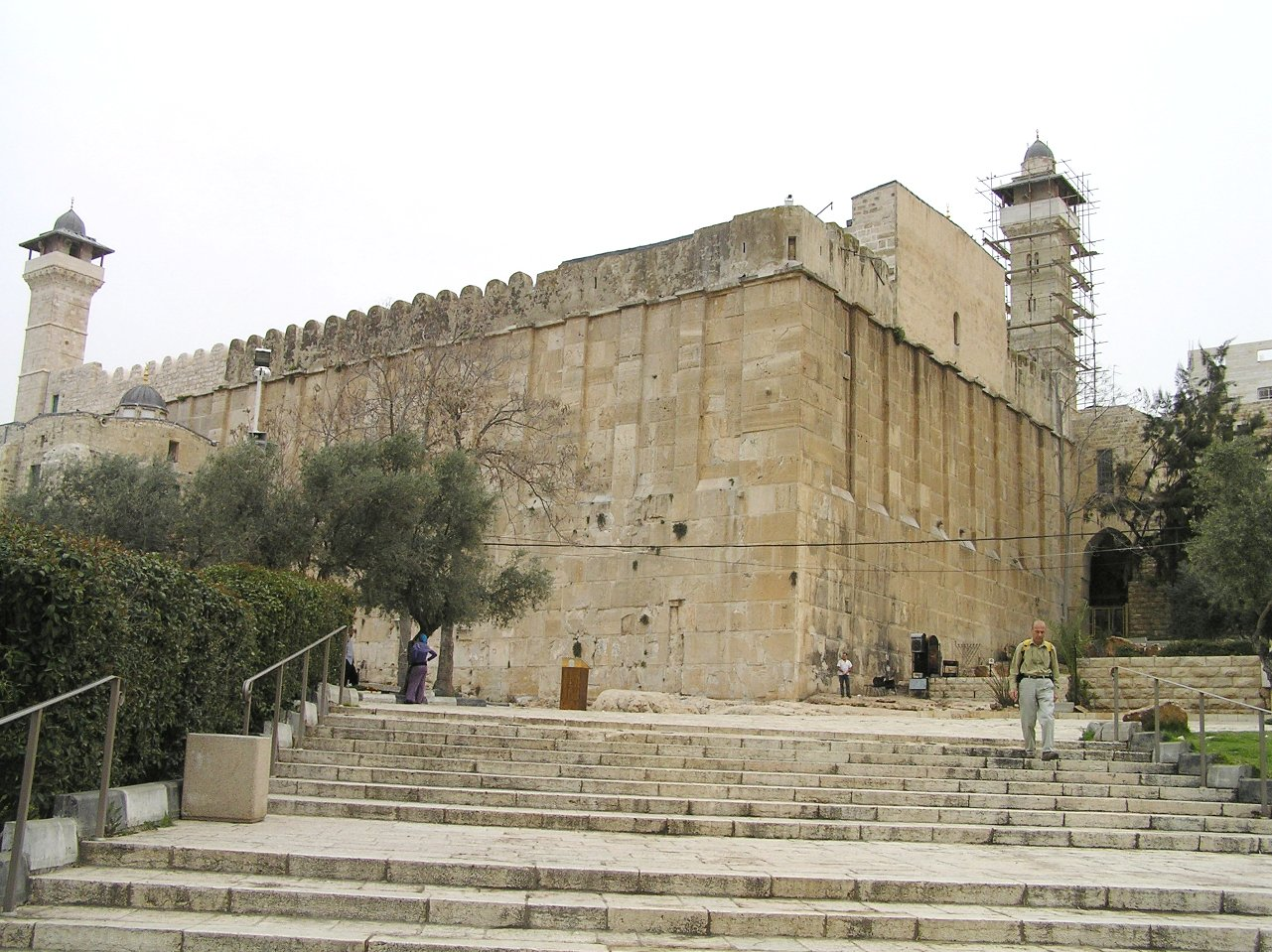
المسجد الإبراهيمي

تعتبر أرض الخليل التي يعود تاريخها لأكثر من سبعة آلاف سنة كما يذكر المؤرخون أرضا مقدسة في الديانات الثلاث فهي تضم مقامات للكثير من الأنبياء والرسل عليهم السلام والعديد من مقامات الصحابة رضوان الله عليهم وأشهرها مقام إبراهيم الخليل في المسجد الإبراهيمي في قلب الخليل هو ما دفع الطوائف المختلفة لنسب الخليل إليها لعظم مكانة إبراهيم في الديانات الإسلامية والمسيحية واليهودية وقد كانت البشارة من الملائكة لإبراهيم وسارة لما مروا بهم ذاهبين إلى مدائن قوم لوط ليدمروها عليهم لكفرهم وفجورهم، ذكره الله في القرآن بأنه «غلام عليم» جعله الله نبيا ومن نسله يعقوب ومن يعقوب جاء يوسف والأسباط، ومقامه كباقي آل بيت إبراهيم موجود في المسجد الإبراهيمي. واما مقام يعقوب عليه السلام فموجود في المسجد الإبراهيمي في البلدة القديمة من الخليل.

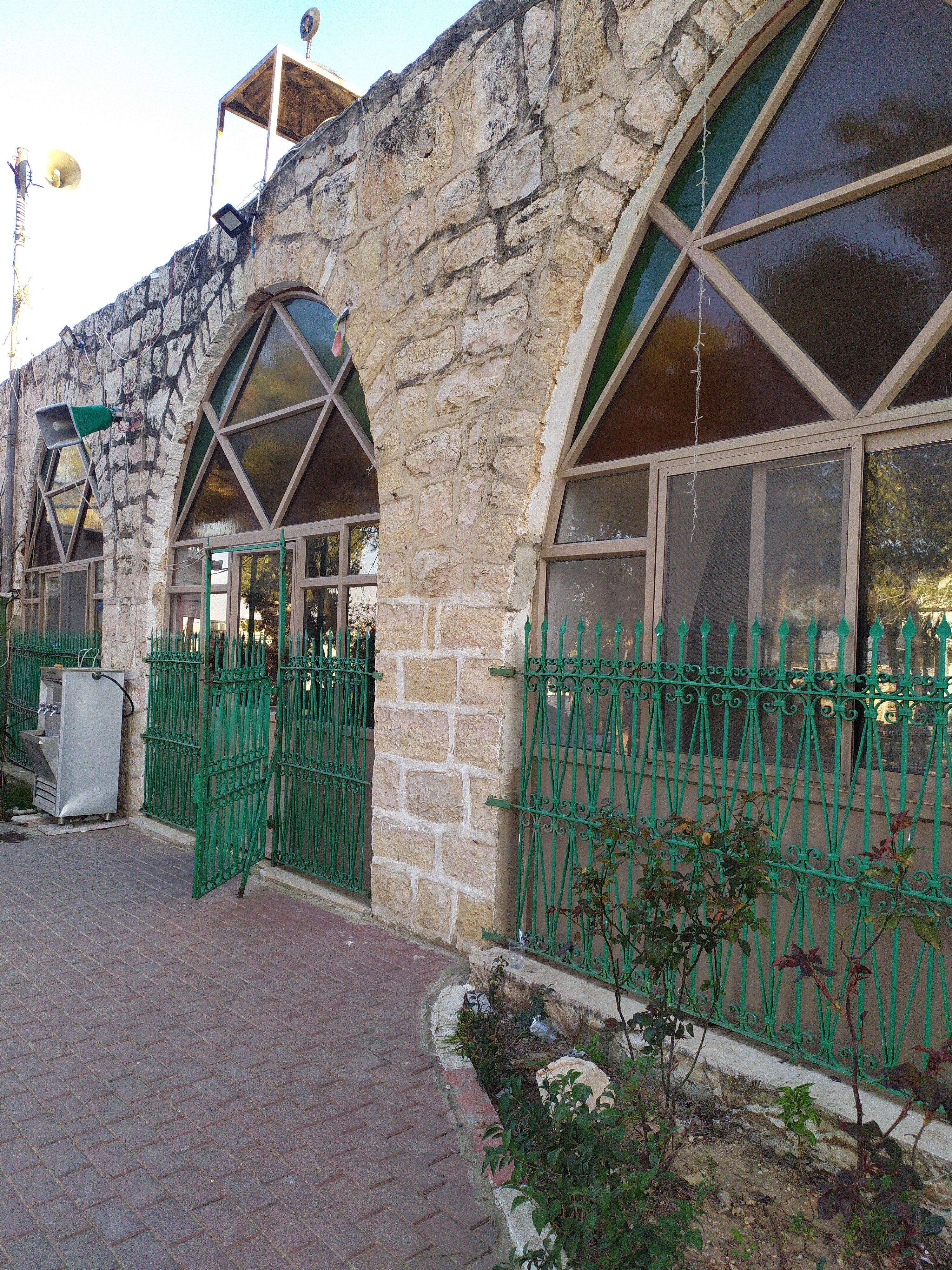
مقام النبي نوح في مدينة دورا بمحافظة الخليل

كما يوجد أيضا في المحافظة مقام النبي نوح في مدينة دورا، ومقام النبي يونس في مدينة حلحول مسجد النبي يونس نسب إليه على قمة إحدى جبال الخليل، وتجدر الإشارة لوجود مقام للنبي يونس في الموصل شمال العراق أيضا وفي بلدة بني نعيم فهناك مقام منسوب إلى النبي لوط في مسجد نسب إليه ومما يشير إلى صحة هذا المقام الطبيعة الجغرافية القريبة من البلدة والتي تسمى برية الخليل وهي أرض جرداء قرب البحر الميت يشعر المار فيها بأن حدث عظيم وقع في تلك الأرض كما يوجد في المحافظة العديد من مقامات الصحابة كأبو عبيدة بن الجراح ومقام تميم الداري وعبد الله بن مسعود وفاطمة بنت الحسن رضوان الله عليهم.
ولقد اوصى الرسول محمد عليه السلام أرض الخليل كما أوردها ابن عساكر فقد قدم الصحابي الجليل تميم الداري مع قومه إلى النبي، فسألوه أن يمنحهم أرض الخليل بفلسطين بعد أن يفتح الله عليه الأرض وكانت آنذاك بيد الروم، فأقطعها لهم وكتب لهم كتاباً بها، وفيما يلي رواية ابن عساكر حول ذلك: حيث روى الحافظ ابن عساكر في تاريخ دمشق وصية رسول الله بطرق مختلفة...... قال: فقال رسول الله لتميم: " أتحبُّ أن تخبرني بما كنتم فيه أو أخبرك؟ " فقال تميم: بل تخبرنا يا رسول الله نزداد إيماناً. فقال رسول الله: " أردتم أمراً فأراد هذا غيره " ونعم الرأي رأى. قال فدعا رسول الله بقطعة جلد من آدم، فكتب لنا فيها كتاباً نُسخته: بسم الله الرحمن الرحيم (هذا كتاب ذُكر فيه ما وهب محمد رسول الله للداريين إذا أعطاه الله الأرض، وهب لهم بيت عينون وحبرون وبيت إبراهيم بمن فيهنّ لهم أبداً). شهد عباس بن عبد المطلب، وجهم بن قيس، وشرحبيل بن حسنة وكتب ".
قال ثم دخل بالكتاب إلى منزله فعالج في زاوية الرُّقعة وغشّاه بشيء لا يُعرف، وعقده من خارج الرُّقعة بِسَيْرِ عُقْدتين، وخرج إلينا به مطوياً وهو يقول: (إن أولى الناس بإبراهيم للذين اتبعوه وهذا النبي والذين آمنوا والله ولي المؤمنين) آل عمران 68.ثم قال: انصرفوا حتى سمعوا بي قد هاجرت، قال أبو هند: فانصرفنا. فلما هاجر رسول الله إلى المدينة، قدمنا عليه، فسألناه أن يجدد لنا كتاباً..) فاستجاب لهم النبي فحدّد لهم الكتاب، وأقطعهم فيه مدينة الخليل، وشهد عليه أبو بكر وعمر وعثمان وعلي ومعاوية
زيارة النبي محمد عليه السلام لقبر إبراهيم في الخليل كما ورد في الحديث الشريف (لما اسري بي إلى بيت المقدس مر بي جبريل على قبر إبراهيم، فقال: انزل فصل ركعتين، فان هنا قبر ابيك إبراهيم ثم مر بي على بيت لحم وقال: انزل فصل ركعتين فان هنا ولد اخوك عيسى ثم اتى بي إلى الصخرة) وهذا يدلل على المكانة التي حظيت بها أرض الخليل.
وفي يطا فيقال انها المدينة التي سكنها النبي زكريا وفيها ولد ابنه يحيى عليهما السلام، وعن قصة سيدنا موسى عليه السلام في بلدة بيت جبرين فتعقيبا على قوله تعالى: (ياقوم ادخلوا الأرض المقدسة التي كتب الله لكم، ولا ترتدوا على أدباركم فتنقلبوا خاسرين، قالوا يا موسى إن فيها قوماً جبارين وإنا لن ندخلها حتى يخرجوا منها فإن يخرجوا منها فإنا داخلون) فإن العلماء يتبين أن أرض الشام هي كلها الأرض المقدسة المذكورة، لكن بذكر بعض الأقوال والآراء التي تنسب القوم الجبارين إلى بيت جبرين في غرب الخليل حيث أن بني إسرائيل تاهوا في صحراء سيناء ثم اتجهو شمالا باتجاه الأرض المقدسة وعليه فإنه من المرجح أن تكون بيت جبرين والقوم الجبابرة العماليق الذين سكنوها هم المقصودين، وكما أن بيت جبرين تعد أرض ذات مكانة تاريخية ودينية عند اليهود حيث يعتبرون أن موسى وهارون عليهما السلام مرا من بيت جبرين في أثناء رحلتهم إلى الأرض المقدسة، لكن لم يتم التثبت من صحة هذه الروايات عند علماء المسلمين.

## التقسيمات الإدارية
تضم محافظة الخليل خمس مدن هي على الترتيب:

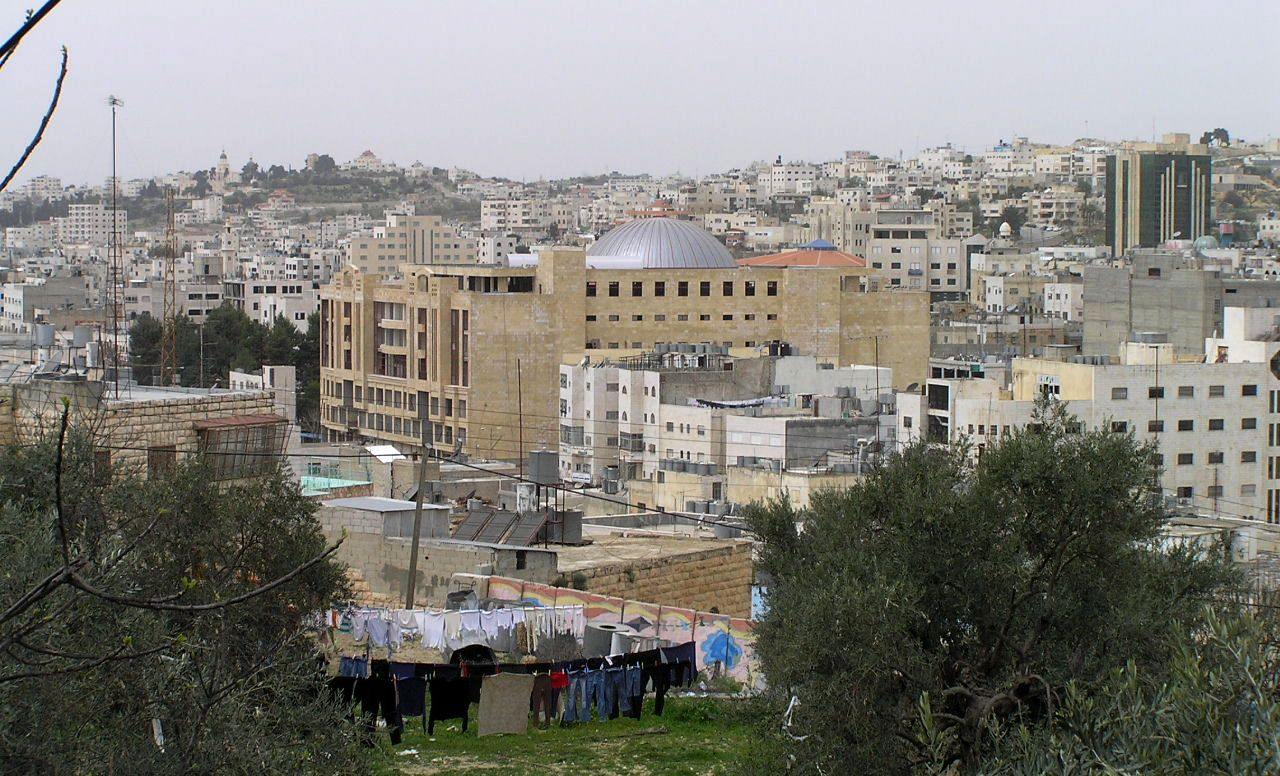
مدينة الخليل

مدينة الخليل مدينة كنعانية الأصل ومركز محافظة الخليل تقع في الضفة الغربية إلى الجنوب من القدس، وتُعد من أكبر مدن فلسطين من حيث عدد السكان والمساحة. لها أهمية اقتصادية كبيرة في الضفة الغربية، ولها أهمية دينية للديانات الإبراهيمية الثلاث، حيث يتوسط المدينة المسجد الإبراهيمي الذي يحوي مقامات للأنبياء إبراهيم، وإسحق، ويعقوب، وزوجاتهم. بلغ عدد سكانها في عام 2017 حسب التعداد العام للسكان حوالي 201,063 نسمة، وتبلغ مساحتها 42 كم2.
مدينة يطا: وهي ثاني أكبر مدن المحافظة على بعد 12 كم جنوبا من مركز المحافظة، وبلغ تعداد سكانها 63,511 نسمة في 2017 حسب الجهاز المركزي للإحصاء الفلسطيني في التعداد العام. ترتفع عن سطح البحر حوالي 818 مترًا. 
مدينة دورا: وهي مدينة تقع على بعد 7 كم من مركز المحافظة، وبلغ تعداد السكان حسب الجهاز المركزي للإحصاء الفلسطيني قرابة 39,336 نسمة في تعداد 2017. ترتفع عن سطح البحر حوالي 888 مترًا.
مدينة الظاهرية وهي مدينة تقع على بعد 16 كم حنوب غربي مركز المحافظة وهي من أقدم المناطق في العالم حيث تزخر بالمواقع الأثرية كما انها تعد الحد الطبيعي الفاصل بين سلسلة جبال الخليل وصحراء النقب ويبلغ تعداد السكان حوالي 35,924 نسمة حسب التعداد العام للسكان عام 2017. ترتفع عن سطح البحر حوالي 659 مترًا.
مدينة حلحول: تبعد عن مركز المحافظة أقل من 5 كم وبلغ تعداد سكانها قرابة 27,031 نسمة حسب الجهاز المركزي للإحصاء الفلسطيني في تعداد 2017. ترتفع عن سطح البحر حوالي 1,005 مترًا وتعد أعلى مناطق الضفة الغربية.
بلدة السموع: تقع إلى الجنوب الغربي من مركز المحافظة وتبعد عنه 14 كم. وتعد بلدة السموع آخر مناطق الخليل قبل الدخول إلى الخط الأخضر. بلغ عدد سكانها حوالي 26,011 نسمة حسب التعداد العام للسكان 2017. ترتفع عن سطح البحر حوالي 650 مترًا.
بلدة إذنا: تقع إلى الشمال الغربي من مركز المحافظة وتبعد عنه 12 كم، تقوم البلدة مكان المدينة الكنعانية القديمة وفقدت البلدة معظم اراضيها في العام 1948 ويبلغ تعداد سكانها حسب الجهاز المركزي للإحصاء الفلسطيني حوالي 26,009 نسمة في تعداد 2017. ترتفع عن سطح البحر حوالي 450 مترًا.
بلدة بني نعيم: تقع إلى الشرق من مركز المحافظة وتبعد عنه 8 كم، وتقوم مكان قرية (كفر بيريك) الحصينة في عهد الرومان. بلغ عدد سكانها حوالي 24,628 نسمة حسب الجهاز المركزي للإحصاء الفلسطيني في تعداد 2017. ترتفع عن سطح البحر حوالي 932 مترًا.
وهناك بلدات أحتلت عام 1948
بلدة عجور: تقع إلى الشمال الغربي من مركز المحافظة وتبعد عنه 24 كم وترتفع 275 م عن سطح البحر يربطها طريق فرعي بالطريق الرئيسي بين بيت جبرين-الخليل وكان سكان البلدة ممن يشتهرون بحسن الخلق والجيرة ولهذا كان معظم قرى الخليل تربطها علاقات نسب بعجور الخليل التي طرد سكانها منها عام 1948 البالغ عددهم 39 ألف نسمة في الخليل والمهجر حسب تقديرات 2009.
بلدة الدوايمة: هي بلدة إلى الغرب من مركز المحافظة وتبعد عنه 18 كم وترتفع 350 م عن سطح البحر طرد سكانها منها بعد ارتكاب العصابات الصهيونية مذابح الدوايمة في تشرين الثاني من عام 1948 ويقدر عدد أبنائها اللاجئين بقرابة 37 ألف نسمة في الخليل والمهجر.
بلدة بيت جبرين: تشتهر بآثارها وهي بلدة قديمة تعود بتاريخها إلى جبابرة العمالقة القبيلة العربية الكنعانية التي استقرت في فلسطين منذ فجر التاريخ ويعني اسمها «بيت الرجال الأقوياء الجبابرة»، وكانت البلدة في عام 1948 أكبر بلدة في أرض الخليل وكانت المقصد الأول لسكان القرى والخرب المجاورة حيث كان فيها من المنشآت ما تخولها ان تكون من مصاف المدن، ويقدر عدد أبنائها اللاجئين في عام 2009 بقرابة 31 ألف نسمة في الخليل والمهجر.
بلدة ذكرين: تقع إلى الشمال الغربي من مركز المحافظة وتبعد عنه 25 كم وترتفع 200 م عن سطح البحر، وتحيط بها قرى تل الصافي وبركوسيا، ورعنا وزيتا الخليل. وقد قامت العصابات الصهيونية بطرد سكانها بعد اشتباكات مع أبناء البلدة الذين أصبحوا وحدهم في أرض المعركة بعد ضرب الجيش المصري الذي كان يعسكر في تلال البلدة
بلدة تل الصافي: وهي بلده قديمه تشتهر باثارها، وتقع شمال غرب محافظة الخليل، على بعد 30 كم من مدينه الخليل. يُحيط بها أراضي مغلس، عجور، دير الدبان، ذكرين وبركوسيا. تم احتلال القرية وتدميرها يوم 9 تموز\يوليو 1948 ضمن عمليه ان-فار التي قام بها لواء قفعاتي.
بلدة بركوسيا: تقع شمال غربي محافظة الخليل وتبعد عن مركزها 31 كم، وتحيط بها أراضي دير الدبان وصميل وزيتا ومغلس وذكرين، وترتفع 175م عن سطح البحر، وتنتشر بها زراعة الحبوب والعنب والرمان والتين، وتم احتلالها وطرد سكانها منه في 9 يوليو (تموز) من العام 1948 عند تنفيذ عملية ان-فار على يد العصابات الصهيونية.
وهذه قائمة بعدد من التقسيمات الإدارية بالمحافظة:-
| * سعير - بيت أمر - صوريف - خاراس - نوبا - بيت أولا - ترقوميا - بيت كاحل - تفوح - إذنا - بيت عوا - دير سامت - السيمياء - الكوم - المجد - البرج - الرماضين - خرسا - الريحية - خلة المية - مخيم الفوار - مخيم العروب |

## الجغرافيا

### الموقع
تقع الخليل على خط عرض 31: 31 شمالاً وخط طول 8 35 شرقاً، على بعد 36 كيلومتراً للجنوب من بيت المقدس. والخليل مدينة من أقدم مدن العالم كانت قائمة على التل شمال غربي البلدة الحالية. وأهميتها تعود إلى موقعها المتوسط، ونقاء هوائها، وخصب تربتها; وإلى تلالها المكسوة بالعنب والزيتون وغيرها من الأشجار المثمرة وغزارة مياهها. كانت الخليل تقع على الطريق التي تمر بأواسط البلاد رابطة الديار الشامية بالقطر المصري مارة بسيناء. وكانت الخليل تتصل أيضاً مع شرقي الأردن، عن طريق الكرمل ـ عين جدي ـ مخاضات البحر الميت ـ كل ذلك جميعه جعل للمدينة مركزاً حسناً جداً للتجارة بينها وبين الصحراء والقرى والمدن المجاورة.

### المساحة
كانت مساحة محافظة الخليل قبل عام 1948 تبلغ 2076 كم2 وكان اليهود يسيطرون على ما مساحته 6 كم2 من أراضي المحافظة.
بعد إقامة إسرائيل عام 1948 على أراضي فلسطين التاريخية سيطرت الحركة الصهيونية على 1079 كم2 من أراضي محافظة الخليل، مما أدى إلى ترحيل أصحاب تلك الأراضي عنها، وبالتالي لم تفقد المحافظة أكثر من نصف مساحتها فقط، بل فقدت أيضا أخصب أراضيها وبقي لها من الأراضي ما مساحته 997 كم2 حوالي ثلثها أراضي شبه صحراوية، والتي وقعت جميعها عام 1967 تحت الاحتلال الإسرائيلي.
بعد عام 1967 م استولى الاحتلال الإسرائيلي ومستوطنوه على أراضي مواطنين فلسطينيين لغايات الاستيطان، فحسب خبير الخرائط والاستيطان عبد الهادي حنتش، فإن عدد المستوطنات المقامة على أراضي محافظة الخليل يبلغ 27 مستوطنة، يضاف لها 42 بؤرة استيطانية (نواة مستوطنة) وأن المستوطنات وبؤرها تقوم على 12 ألف دونم (12 كم2)ويسكنها حوالي 17000 مستوطن.

### التضاريس
إن الطبيعة الجبلية هي السائدة في محافظة الخليل حيث يبلغ ارتفاع بعضها عن سطح البحر أكثر من 1032 متر، وتعد سلسلة جبال الخليل الأكبر في فلسطين حيت تمتد من *برية الخليل* شرقا إلى *الساحل الفلسطيني* غربا ومن *بيت أمر* شمالا حتى *الظاهرية جنوبا* وتتميز جبال الخليل بتنوعها فتضم الوعرة وشديدة الوعورة والمنبسطة إضافة لبعض الهضاب والتلال حيث تكثر في غرب الخليل، كما أن لموقع المحافظة دورا هاما في التنوع الكبير فيها، حيث يحدها من الشرق البحر الميت مما جعل البيئة الجغرافية المحيطة فيه تتميز بالوديان الصخرية البيضاء التي تنعدم فيها الحياة النباتية إلا من القليل من الحشائش والشجيرات، وتمتد هذه الوديان من *بلدة بني نعيم* غربا حتى *البحر الميت* شرقا، وتشكل *برية الخليل* ثلث مساحة المحافظة وتصنف بانها أراض شبه جافة.
أما بالنسبة لغرب الخليل الساحر المعروف بوفرة عيون وآبار المياه والغطاء النباتي فهو يعد الحد الطبيعي الفاصل بين سلسلة جبال الخليل والساحل الفلسطيني، حيث تشتهر أراضيه بالجروف والتلال وبعض السهول حيث يقع عند السفوح الغربية لجبال الخليل، وهذا الموقع جعله يتميز بالتنوع النباتي الكبير فبالإضافة لكروم العنب هنالك حقول القمح والشعير والقطن والعدس وبساتين الخضراوات كالكوسا واليقطين وغيرها وكما يتواجد فيه العديد من الغابات الحرجية المتربعة على قمم الجبال كأحراش عجور وزكريا، لكن معظم هذه الأراضي مسلوبة من أصحابها حيث ترزخ تحت وطأة الاحتلال.
وتعد باقي أنحاء المحافظة من شمالها لجنوبها أراضي جبلية تنتشر فيها عيون وآبار المياه وكروم العنب والتين والخضراوات والفواكه، وتتراوح ارتفاعات مناطق المحافظة بين 300 متر في الغرب كبيت جبرين وذكرين حتى 1000 متر في الوسط كحلحول والشيوخ، وهذا الفرق يدلل على تنوع تضاريس المحافظة فهي تضم السهل والجبل والوادي والهضاب والتلال.

### المناخ
تمتاز محافظة الخليل باعتدال مناخها، إذ يبلغ معدل حرارة أشهر الصيف 21ْ بينما ينخفض المعدل
إلى 7ْ شتاء، ومعدل مطرها السنوي يصل إلى 589 ملم، حيث أن مناخ محافظة الخليل هو نفسه مناخ حوض البحر الأبيض حيث تنخفض الحرارة شتاء وتتأثر بالمنخفضات القادمة من قبرص وأوروبا عموما وتتراوح معدلات الحرارة شتاء بين 5-9 وتختلف باختلاف ارتفاع المنطقة ويهطل المطر بشكل متقطع على المحافظة لكنها تتميز بمعدل هطول جيد يتراوح بين 500 مم-600 مم وهذا ما يجعلها أراض زراعية خصبة وكما أن مرتفعات الخليل كحلحول ونوبا وسعير فيكاد لا يغيب عنه الزائر الأبيض *الثلوج* حيث تتسلقط بكثرة على هذه المرتفعات عند التعرض لمنخفضات قطبية وخاصة في شهري شباط وآذار، أما صيفا فتعد الخليل من مناطق الاصطياف لاعتدال الطقس فيها حيث تتراوح معدلات الحرارة بين 24-27 وتعد المرتفعات الجبلية المناطق الجاذبة للزوار لاعتدال حرارتها التي قد تصل لأدنى من 22 صيفا.

### الجيولوجيا
اما صخور منطقة الخليل فيغلب عليها الحجر الكلسي الذي يساعد على انتشار المظاهر
الكارستية كالمغاور والينابيع الفلكلورية المتمثلة في عدد كبير من العيون كعين سارة ونمرة
وعروب والفوار وغيرها، ونتيجة للأوضاع المناخية والصخور السائدة تكونت في منطقة الخليل تربة البحر المتوسط
الوردية (التيرا روزا) الرقيقة التي حفظها السكان من الانجراف بالمدرجاتالتي يسمونها حبايل
ورافق ذلك كله انتشار غطاء نباتي من بقايا الغابة المتوسطية كالأحراش الموجودة في حلحول وبيت كاحل ونوبا
وأشجار الفواكه والزيتون والخضراوات المنشرة في سائر أنحاء المحافظة والأعشاب المتفرقة هنا وهناك.

## المعالم الدينية والتاريخية
الحرم (المسجد) الإبراهيمي هو أهم مساجد محافظة الخليل وأبرز ما يميّزها، حيث يعتقد أتباع الديانات السماوية بأن جثمان النبي إبراهيم موجود فيه. يحيط به سور كبير يرجح أن أساساته بنيت في عصر هيرودوس الأدوي قبل حوالي الألفي عام، والشرفات الواقعة في الأعلى تعود للعصور الإسلامية.
كان الرومان قد قاموا ببناء كنيسة في المكان في فترة حكم الإمبراطور يوستنياتوس ولم تلبت أن هدمت على يد الفرس بعد أقل من مئة عام. وفي العصور الإسلامية، تم بناء سقف للحرم وقباب في العصر الأموي، وفي العصر العباسي فتح باب من الجهة الشرقية، كما عني الفاطميون به وفرشوه بالسجاد. وفي فترة الحملات الصليبية، تحول الحرم إلى كنيسة ثانية وذلك في حدود عام 1172، ولكنها عادت إلى جامع بعد دخول صلاح الدين بعد معركة حطين.
2.جامع النبي يونس هو من أقدم جوامع مدينة حلحول، وهو عبارة عن مسجد بني قبل مئات السنين على مقام يعتقد انه للنبي يونس، في زاوية نائية عن مدينة حلحول، وتعرض الجامع لانتهاكلت عديدة على يد المسوطنين الصهاينة، وما زالت الصلاة تقام في الجامع ليومنا هذا.
3.مقام النبي لوط هو مقام في بلدة بني نعيم منسوب لنبي الله لوط، ومن المرجح ان يكون هذا المقام صحيح، وذلك بناء على تضاريس المناطق المجاورة التي يبدو أنها تعرض لججلل عظيم كالخسف، والمقام في منطقة نائية عن بلدة بني نعيم.

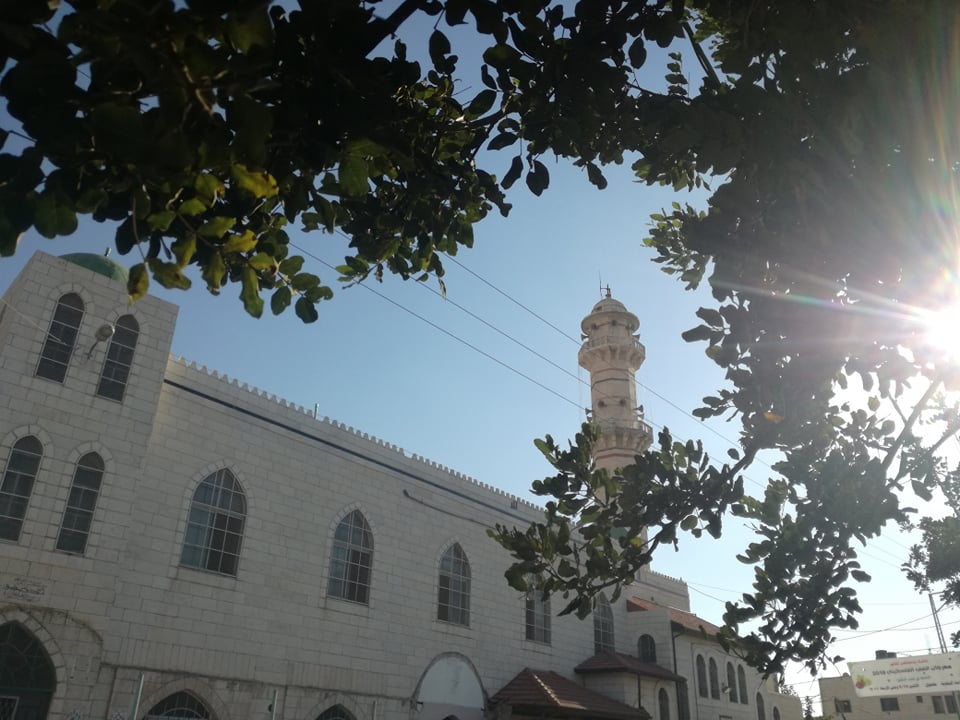
مسجد النبي يونس

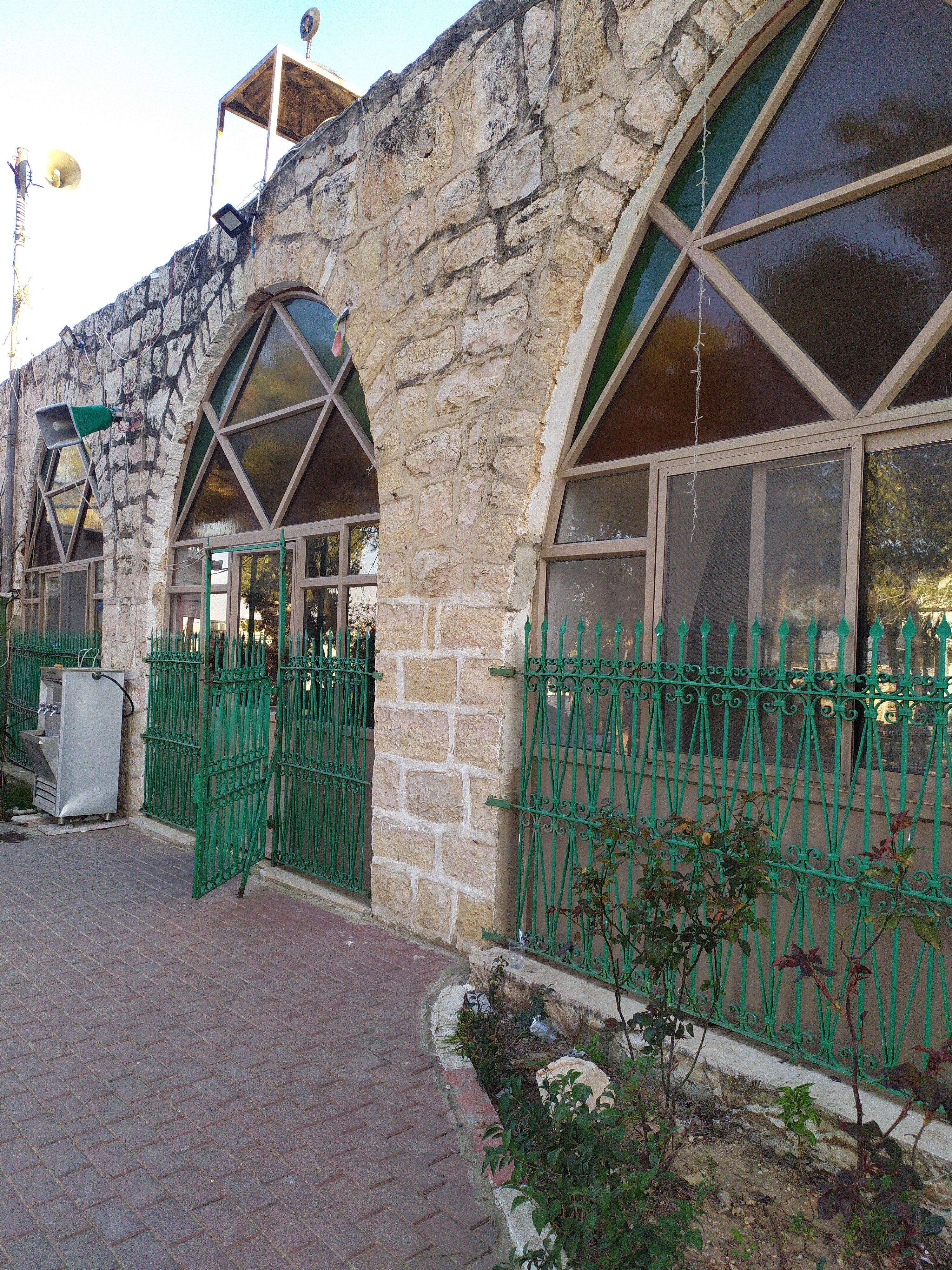
مقام النبي نوح في مدينة دورا، أحد المعالم التاريخية، يضم مقام ومسجد وتكية النبي نوح يقدم فيها الطعام المجاني

4.جامع النبي نوح يقع في دورا مزار يعرف «قبر النبي نوح» والله أعلم بحقيقة صاحب هذا المزار، ونوح هو النبي الثالث: الأول آدم والثاني ادريس. ذكر نوح في ثلاثة وأربعين موضعاً من القرآن الكريم كما ذكرت قصته مفصلة في ست سور، منها سورة نوح وهود والشعراء.
والجدير بالذكر ان هناك أساطير عن الطوفان شبيهة بطوفان نوح موجودة في تراث بعض الأمم وأقدمها أسطورة الطوفان عند البابليين وأخرى عند الهنود. وهناك اساطير مشابهة لها عند اليونان والرومان، و«نوح» اسم سامي معناه «راحة».
ويقع المقام في ناحية بعيدة نسبيا عن وسط البلد في مدينة دورا على تلة مرتفعة ومطلة، ويعد الجامع من أقدم جوامع دورا.
5.الجوامع التاريخية القديمة

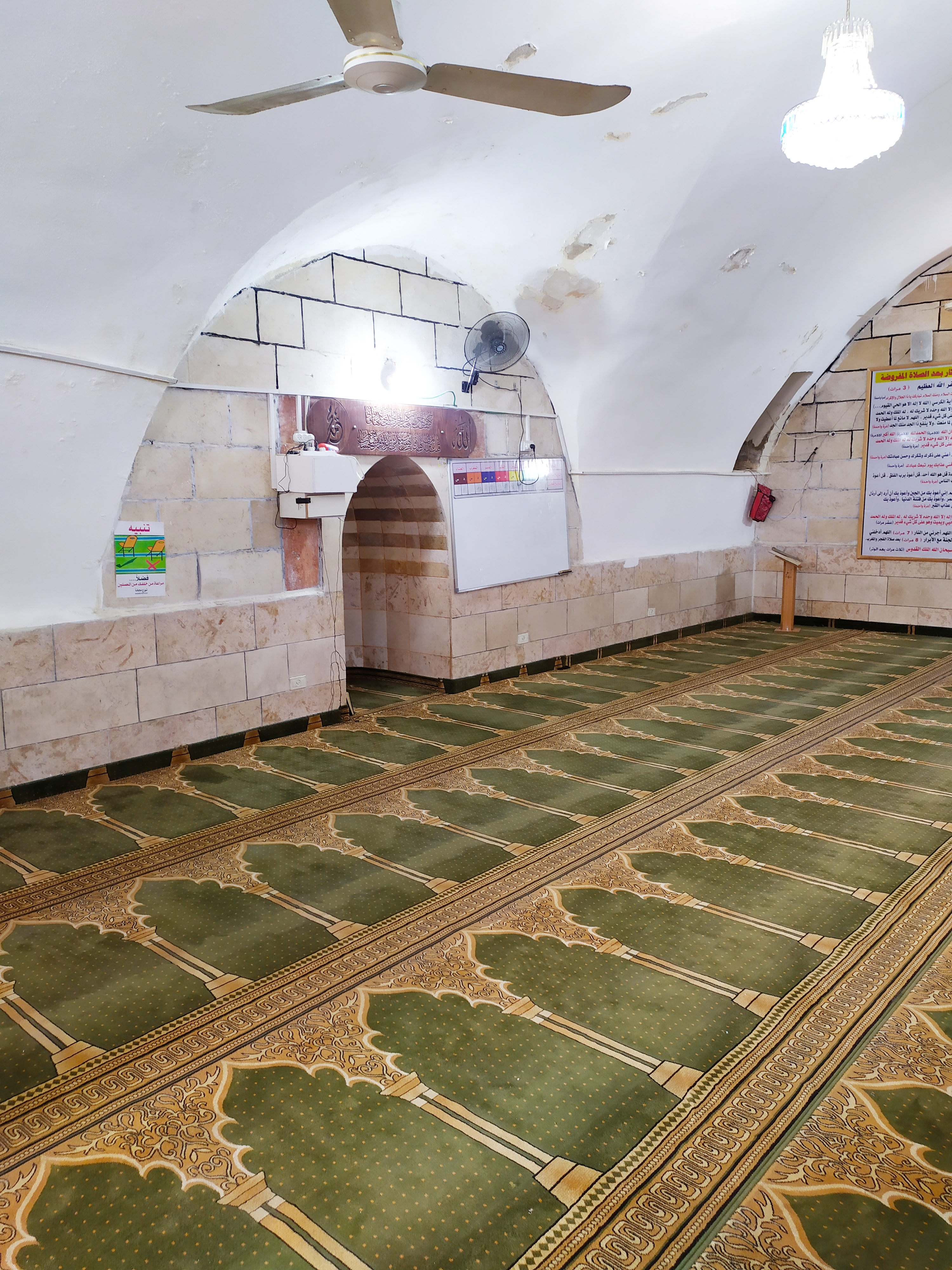
الجامع العمري من الداخل، أحد المعالم التاريخية في مدينة دورا

يوجد في المحافظة عشرات الجوامع القديمة التاريخية التي يرجع تاريخ بناء بعضها لمئات السنين ومن أشهر هذه الجوامع:
جامع بيت جبرين القديم ويع أقدم جوامع غرب الخليل على الإطلاق وبالرغم من اغتصاب البلدة إلا أن الجامع ما زال قائما ببناءه القديم الذي يرجع لمئات السنين كحال باقي المناطق الأثرية في هذه البلدة القديمة جدا.
جامع عثمان بن عفان في البلدة القديمة الذي يعد ثاني أقدم جوامع الخليل بعد الحرم الإبراهيمي، والذي يشتهر بمئذنته القديمة التي تعد أيضا ثاني أقدم مئذنة في المحافظة بعد المئذنة الملتوية في بلدة بني نعيم.
الجامع العمري في مدينة دورا
جامع الشيخ علي البكاء في البلدة القديمة وعدة جوامع أخرى كجامع البركة وجامع القزازين وجامع الاقطاب.
7.البلوطة المقدسة امتازت فلسطين طوال ألاف السنين بغابات البلوط التي تقلصت لأسباب عديدة، أهمها عمليات الاستيطان التي لا تهدأ على رؤوس الجبال، ومن لمعروف أن شجر البلوط يتأثر مع الزمن فتموت الشجرة لتنبت غيرها، لذلك من الطبيعي أن تكون بلوطة إبراهيم تأثرت بعوامل الزمن، وهي الآن تبدو كبيرة وضخمة وجافة يحمي أغصانها أسلاك غليظة وعليها سياج ولا يسمح لأحد بالدخول إليها حفاظا عليها، باعتبارها بلوطة مقدسة، وحولها توجد شجرات بلوط يانعة ولكنها كبيرة يعتقد أنها نبتت من بذورها، وكان السائحون والزوار في السباق يأخذون معهم جزءا منها لاعتقادهم بأنها تجلب السعد لهم.

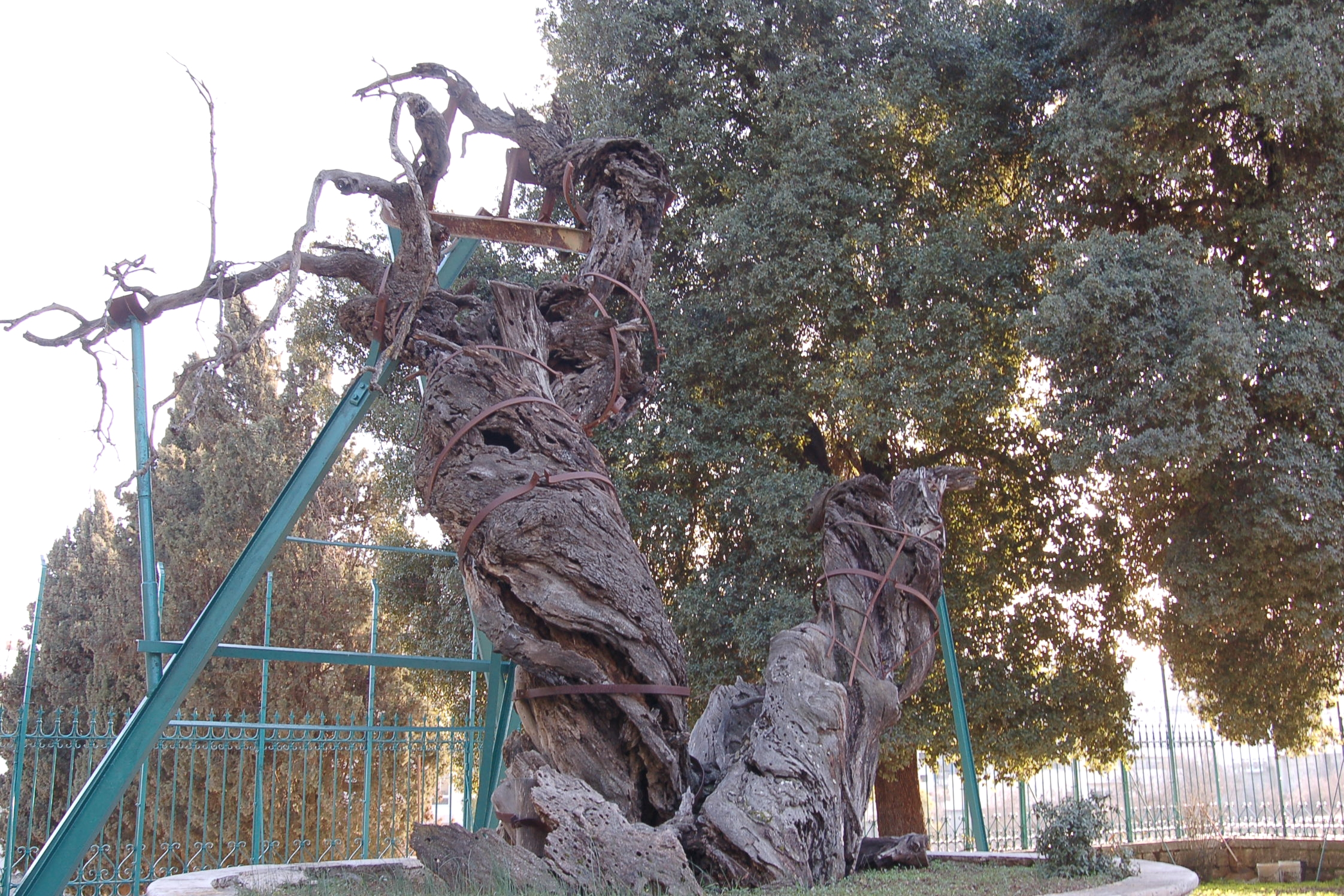
البلوطة المقدسة

8.مقامات الصالحين والصحابة حيث يوجد في المحافظة العديد من المقامات المنسوبة للصحابة، ومن أشهر هذه المقامات:
1.مقام الصحابية فاطمة بنت الحسين في مسجد ياقين جنوبي بلدة بني نعيم.
2.مقام الصحابي عبد الله بن مسعود () في مدينة حلحول.
3.مقام الصحابي أبو عبيدة بن الجراح () في بلدة صوريف.
4.مقام الصحابي تميم الداري () في بلدة بيت جبرين.
كما ويوجد مقام منسوب للخضر في قرية بيت عمره قرب مدينة يطا، وتشير المؤشرات التاريخية ودراسات الباحثين لاحتمالية وجود قبر النبي آدم في أرض الخليل.
وكما أنه ينتشر في المحافظة المئات من المقامات المنسوبة للصالحين حيث لا تخلو أصغر خربة أو قرية من مقام أو اثنين، لكن الله أعلم بحقيقة هذه القبور.
9.موقع معركة أجنادين معركة أجنادين من المعارك الفاصلة في تاريخ الفتح الإسلامي، فهي أول معركة كبرى هزم الله فيها الروم، وكانت أحداثها ذات تأثير فيما بعدها من المعارك، ومنزلتها بين معارك فتح الشام، كمنزلة غزوة بدر بين الغزوات النبوية، حيث كانت أولى المعارك التي زلزلت دولة الروم، وألقت الرعب في نفوس جندهم، كما كانت أول معركة أعطت المسلمين الخبرة في مواجهة جند الروم، وقامت المعركة عند السفوح الغربية لجبال الخليل حيث يعتقد ان المعركة بدءت في بلدة بيت جبرين *شمال غربي الخليل* لكن لم يتم التثبت من هذا الموقع، حيث يختلف الباحثون والمؤرخون في تحديد موقع المعركة وذلك لتشابه بلدات غرب الخليل في تضاريسها حيث تقع كلها عند السفوح الغربية لجبال الخليل، لذلك تعد جبال غرب الخليل أول مكان وطأته أقدام الجند المسلمين في فلسطين كلها، وهذا يدلل على أهمية المكان.
1.البلدة القديمة (الخليل) تقع البلدة القديمة في محيط الحرم الإبراهيمي، فهي أساس الخليل وأصلها العمراني، حيث تعد المنطقة الأعرق والأقدم في الخليل فتعود بتاريخها لأكثر من 7000 عام (5000 ق.م)، فتاريخها مرتبط ارتباطا كاملا بقدوم إبراهيم إلى أرض الخليل وإقامته فيها، وتضم البلدة كنوزا معمارية كثيرة كالمدرسة القيمرية والفخرية والسلطان حسن والحمامات كحمام إبراهيم الخليل وحمام داري وحمام البركة وحمام النعيم التركي وحمام كاتبة بدر وحمام الشيخ بدير وقنوات المياه والبرك والأسبلة كسبيل الطواشي وصحن الحرم وسيف الدين سلار وسبيل وقناة العين الحمراء والرباطات والتكية والزوايا ومسجد عثمان ومسجد القزازين.
2.البلدة القديمة (الظاهرية) تربع هذه البلدة في وسط البلدة الحالية على الطريق الرئيسي للبلدة وتحتوي مجموعة مساكن البلد قبل الازدهار ولها علاقة بالإمبراطورية البيزنطية وتعد أقدم البلدات القديمة في المحافظة فآثارها تعود لأكثر من 5000 عام ق.م وتتميز بمحافظتها على طراز العمارة فيها ليومنا هذا وتعد الظاهرية أرض مبنية على كنز أثري عظيم بحاجة للتنقيب عليه، لكن ممارسات الاحتلال الصهيوني هي من تمنع حدوث ذلك.
3.قلعة البرج (الحصن الكبير) هو بقايا قلعة من الفترة الرومانية المبكرة أو نهاية الفترة الهلنتسية، ويقع في منتصف البلدة وهو بناء مربع الشكل تقريبا 11 مدماك من الحجر المشذب جيدا وهو عبارة عن منزلين *غرفتين* متساويتين في الجهة الغربية مدخلاهما نحو الشرق، أمامهما ممر يؤدي إلى غرفة ثالثه في الجهة الشرقية في نهاية الممر على يسار الداخل دهليز صغير تؤدي درجاته للأسفل ولكن نهايته مزدوجة.وهذا هو الجزء المكتشف للآن من الحصن، حيث يعتقد علماء الآثار أن الحصن كان مقام بشكل جزئي في الأعلى وكلي في الأسفل *تحت سطح الأرض*، ويعتقد أن المبنى استخدم في المرحلة البيزنطية حيث صغر مدخل الغرفة الثالثة ووجد صليب على حجر العتبة العليا للمدخل الجديد والسراديب الضيقة هي من طراز العمارة البيزنطية.

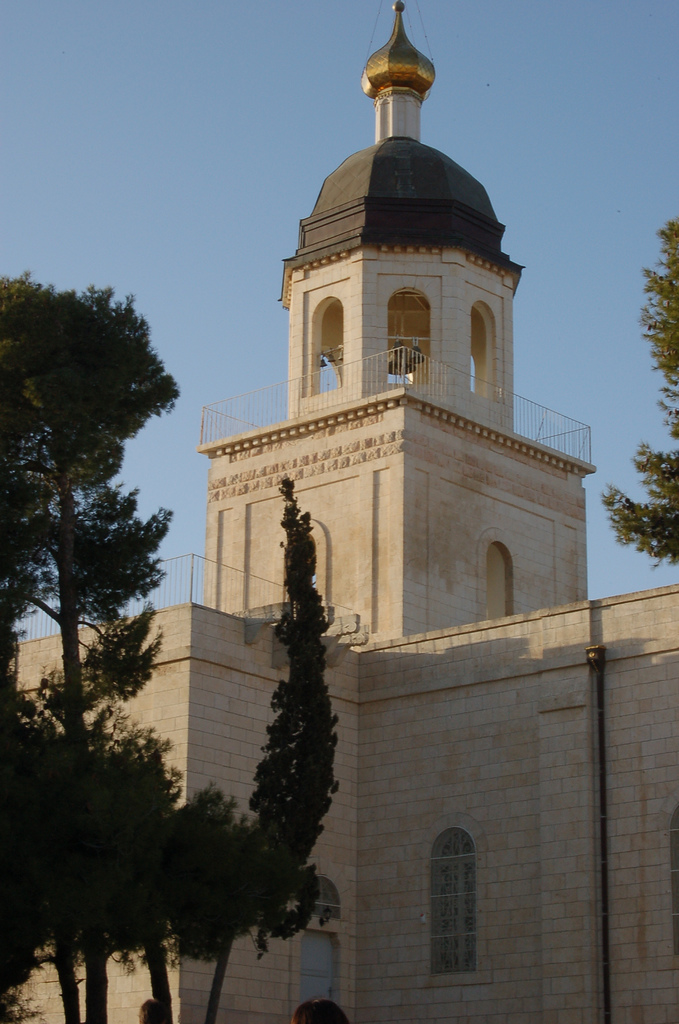
الكنيسة المسكوبية

4.الكنيسة المسكوبية تقع في حديقة مضيفة الروم الأرثوذكس في ظاهر المدينة الغربي، وقد بنيت في مطلع القرن الماضي، وهي الموقع الوحيد القائم لليوم الخاص بالمسيحيين في المحافظة كلها، مساحتها (600) متر مربع تقريباً مبنية من الحجر على أرض مساحتها (70) دونماً واتخذت في مخططها شكل الصليب.
يمكن القول أن آلاف السياح يزورون الكنيسة ليتباركوا من شجرة بلوط *البلوطة المقدسة* يقدر عمرها بحوالي 4,500 عام، بالقرب من الكنيسة الروسية، حيث يعتقد أن إبراهيم وزوجته استظلا بها، كما ويقول البعض ان الملائكة بشرت إبراهيم بقدوم مولوده إسحاق حين كان تحتها.
5.حرم الرامة (تريبنتس) فوق البقعة المعروفة باسم رامة الخليل أو بئر حرم الرامة، شمال مدينة الخليل، تقع *منطقة تريبنتس*، ويرجع أهميتها إلى أن إبراهيم أقام في هذه البقعة أكثر من مرة وفيها بشرت الملائكة الثلاث سارة بمولدها اسحق، بالإضافة أن إسماعيل قضى فيها جزءا من طفولته وحياته مع أمه هاجر، وهذه الراوية التوراتية عن المكان.
ويعتقد سكان الخليل في رواياتهم وحكاياتهم الشعبية المتداولة عن هذا الموقع، ان إبراهيم كان سيبني فيه الحرم الإبراهيمي، إلا أن برودة المكان وعدم وجوده على طريق القوافل التجارية أجبره على تغير المكان.
6.المتحف العام يقع في حارة الدارية قرب خان الخليل، وهو من العقارات الوقفية والأثرية المهمة في المدينة، وقد كان في الأصل حماماً تركياً عرف باسم حمام إبراهيم الخليل، وبناء على قرار الرئيس ياسر عرفات تم ترميمه وتحويله إلى متحف، وما زال الحمام التركي فيه إلى الآن محافظ على شكله ورونقه، مما برر تحويله إلى متحف، والمتحف اليوم يضم الشيء الوجيز من آثار وتحف الخليل، فلا يتم وضع القطع الأثرية النادرة فيه خوفا عليها من اعتداءات المستوطنين وجنود الاحتلا، فالقطع الأثرية في الخليل تتجاوز عتبة الآلاف بكثير ومتوزعة في أكثر من 600 موقع أثري في سائر أنحاء المحافظة (باعتبار حدود 1948).
7.المدارس التاريخية المدرسة القيمرية التي تقع عند باب المسجد الشمالي بالقرب من عين الطواشي، وهي من أقدم مدارس الخليل ومدرسة السلطان حسن: بجوار الحرم الإبراهيمي ويعود تاريخها لأكثر من 900 عام وبدء الدراسة لأكثر من 600 عام عند تحويلها لمدرسة، كانت تدرس مختلف العلوم وعلى رأسها العلوم الإسلامية.
8.مغارات ومدافن السموع التاريخية وهي مدافن تاريخية قديمة يعود تاريخها لآلاف السنين تم اكتشافها مطلع القرن العشرين وعثر فيها على العشرات من القطع الأثرية كالأواني الفخارية والمنقوشات الحجرية القديمة، لكن معظمها تم سرقته وتهريبه للمتاحف الأوروبية والأمريكية.
9.رجم الدير ويقع تحصين رجم الدير إلى الشمال من يطا، التحصين موجود على مرتفع، يرتفع حوالي 758 م عن سطح البحر، البناء ذو تخطيط مستطيل (4×8 م) وجدرانه بنيت على منحدر منحني، حجارة البناء في معظمها غير منتظمة وناعمة السطح، طول الجدار 15 م يمتد من الزاوية الجنوبية الغربية ثم يدور باتجاه الجنوب الشرقي. بالإضافة إلى الآثار في بلدة الكرمل التي تقع على بعد 5 كم إلى الجنوب الشرقي من يطا، بناها الكنعانيون وهي بمعنى «مثمر» أو «مشجر» ودعاها الرومان Chermela، وذكر اسمها في معجم البلدان، ويوجد في هذا الموقع العديد من البقايا الأثرية، حيث نجد أنقاض كنيستان بيزنطيتان، وحصن برج يعتقد أنه صليبي، ونفق وقبور منقورة في الصخر، ومغر، وبقايا معمارية أخرى، كما يوجد فيها آثار بركة مساحتها نحو 1000 م² (25×40)وبسعة حوالي 7000 م3 تنحدر إليها الأمطار، أقيمت للحجاج في طريقهم إلى بيت الله الحرام.
بالإضافة إلى جامع الخوخة الذي يقع في مدينة الظاهرية، وهو بناء على الطراز العثماني حيث النوافذ المغلقة داخل أقواس في الطابق الأول، والطابق الثاني كان مقر قيادة الجيش العثماني في الحرب العالمية الثانية وفي الوقت الحالي تم ترميمه وتحويله إلى مركز ثقافي ويوجد في البلدة أيضا القيسرية أو الخان الكبير الذي كان يشغله التجار والمسافرون وقد يشمل على أسواق متفرقة معروفه من العهد المملوكي.
بالإضافة إلى مزار ياقين في بني نعيم وبركة السلطان تقع وسط المدينة إلى الجنوب الغربي من المسجد الإبراهيمي، بناها السلطان سيف الدين قلاون الألفي الذي تولى السلطنة على مصر والشام أيام المماليك بحجارة مصقولة، وقد اتخذت شكلاً مربعاً بلغ طول ضلعه أربعين متراً تقريباً. وبسبب كثرة حوادث الغرق وتكاثر البعوض وانبعاث الروائح الكريهة قررت دائرة الأوقاف الإسلامية وبالاتفاق مع بلدية الخليل ودائرة الصحة، تفريغها من المياه وتجفيفها نهائياً وإغلاق القنوات المؤدية إليها، كما عارض قسم الآثار التابع للإدارة العامة في القدس إقامة أي مشروع عليها، وذلك حفاظاً على التراث الإسلامي والتاريخي، حيث تعتبر البركة من ممتلكات دائرة الأوقاف الإسلامية.
اما المعالم الترفيهية فيوجد في المحافظة العديد من المراكز الترفيهية ومن أبرزها مجمع إسعاد الطفولة ومركز طارق بن زياد، منتجع دريم لاند السياحي، منتجع الكرمل السياحي، منتجع الكهوف السياحي، منتزه قصر الرياح، منتزه الصفا ومنتزه البلدية

## البنية التحتية

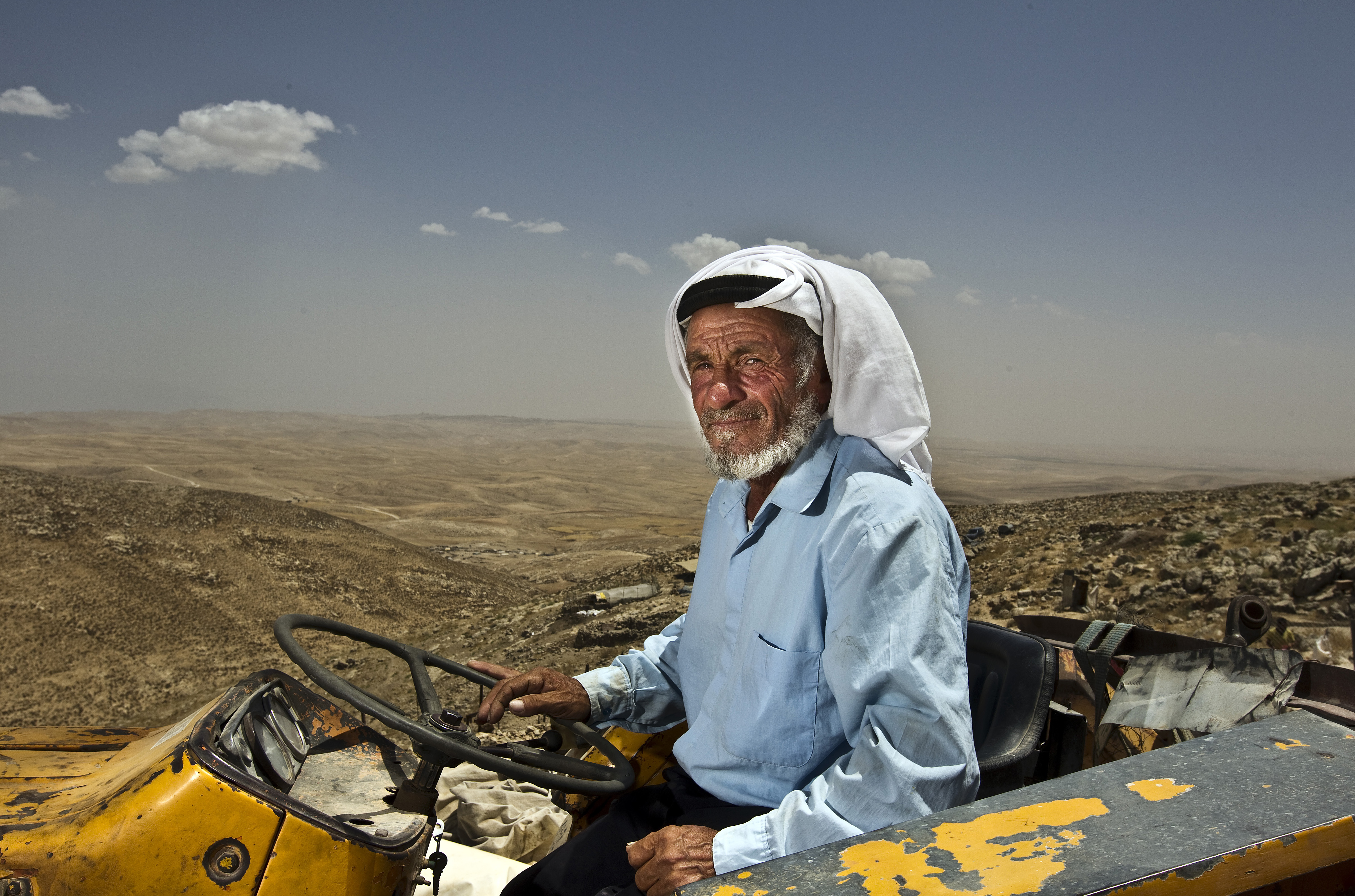
فلاح فلسطيني من بدو قرية بئر العد، في جنوب جبل الخليل، القرية كانت تحت تهديد الهدم حيث هناك توسيع في المستوطنات الإسرائيلية غير القانونية في المنطقة.

### المياه
تعاني محافظة الخليل من شح المياه سواء من حيث قلة كميات الأمطار التي تسقط على أراضي المحافظة خاصة الجنوبية والشرقية، أو قلة الآبار الارتوازية وتحكم إسرائيل في الأحواض المائية، وقد بلغ عجز المياه في المحافظة عام 2010 م ما مجموعه 3.81 مليون متر مكعب من أصل عجز 3.46 مليون متر مكعب على مستوى الضفة الغربية غير شاملة مدينة القدس كما أن 04 تجمع سكاني لا يوجد لديها شبكات مياه وتعتمد على أبار جمع مياه الأمطار، هذا وقد بلغت قيمة المياه التي اشترتها تجمعات محافظة الخليل عام 0102 من المياه
الفلسطينية التي تسيطر عليها إسرائيل ما قيمته 5.8 مليون دولار. *(الجهاز المركزي للإحصاء، مسح التجمعات السكانية 0102، جداول رقم 41,73).

### الصرف الصحي
محافظة الخليل لا تعاني فقط من عدم وجود شبكات صرف صحي حيث يوجد فقط 4 شبكات مجاري مكشوفة في مدينة الخليل، بلدة خاراس، مخيم العروب، مخيم الفوار بل تعاني أيضا من سيل المياه العادمة المكشوف الذي يمر من أراضي: الخليل، يطا، الريحية، عدة قرى في دورا، الظاهرية والذي تزداد أضراره جراء صب مياه مجاري المستوطنات الإسرائيليه فيه، هذا بالإضافة إلى مخلفات مناشير الحجر.

### النفايات الصلبة
يوجد في محافظة الخليل 53 تجمع سكاني ليس لديها خدمة جمع النفايات الصلبة كما أن مكب النفايات الصلبة الموجود شرق مدينة يطا يسبب مكرهة صحية، حيث أن
الظروف الاقتصادية دفعت أكثر من 001 شخص للعمل على نبش المخلفات المدفونة في ذلك المكب بحثا عن النحاس والحديد حيث يقومون بنقل المخلفات التي يوجد بها معادن إلى داخل الأحياء السكنية لحرقها وإخراج المعادن منها لبيعها.

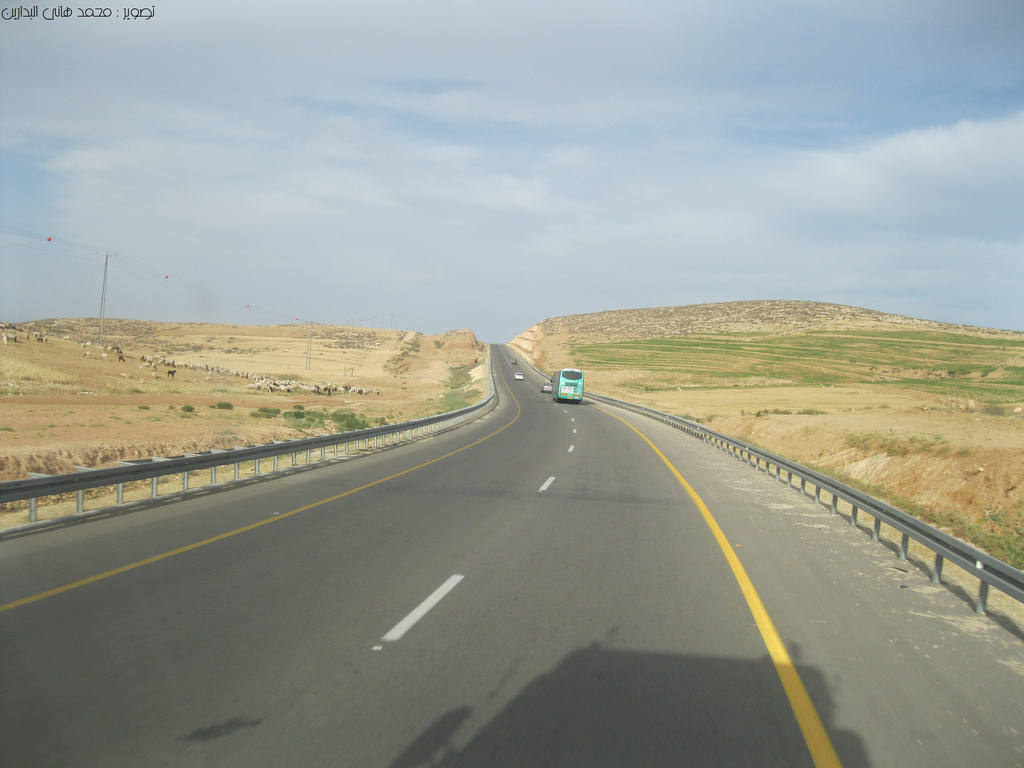
طريق 60 الذي يربط بلدات وقرى المحافظة

### الطرق
تبلغ أطوال الطرق الرابطة بين التجمعات السكانية في المحافظة 567 كم منها 145 كم ترابية معظمها في المناطق الخاضعة كليا للسيطرة الإسرائيلية مناطق Cحيث تحول ًالسلطات الإسرائيلية ليس فقط دون تعبيدها بل أيضا دون تسويتها كطرق ترابية، كذلك يوجد طرق بطول 47 كم بحالة سيئة سواء من حيث تأكل الإسفلت أو ضيق الشارع وهي بحاجة لإعادة تأهيل، هذا عدا عن الحاجة إعادة تأهيل طرق وشق طرق جديدة داخل الكثير من الأحياء السكنية.

## الثقافة والتعليم
المدارس بلغ عدد طلاب المدارس منتصف عام 2102 م ما مجموعه 173,771 طالب وطالبه
موزعين على 324 مدرسة تشتمل على 0774 شعبة صفية أي بمعدل 73 طالب للصف
الواحد.وهذا يعني أن 7.72% من سكان محافظة الخليل عبارة عن طلبة مدارس.
إذا ما أخذنا بعين الاعتبار الحقائق التالية، فإننا بحاجة إلى مدارس جديدة، وإضافة
غرف صفية جديدة لبعض المدارس:
عدد المواليد الأحياء في الضفة الغربية عام 1102 بلغ 915,46 طفل منهم
91953 طفل في محافظة الخليل أي أن نسبة مواليد الخليل إلى الضفة 03 % علما أن نسبة سكان الخليل إلى سكان الضفة 42 %
```
ً
```

المراكز الثقافيةرغم وجود حوالي 20 جمعية ثقافية منتشرة في المحافظة، إلا أن هذه الجمعيات لا تلبي حاجة المحافظة لكونها ذات أغراض محدودة ومعظمها خاص بالتجمع الذي يتواجد فيه، وإمكانياتها محدودة، ومقراتها صغيرة ومعظمها مستأجر، وكل محافظة الخليل ليس لديها قاعة عامة مناسبة يمكن تستخدم للأنشطة الثقافية أو حتى يمكن أن يجتمع فيها 003 شخص.

## المحافظون
| الرقم | الاسم                                              | تاريخ البدء    | تاريخ الانتهاء | ملاحظات |
| ----- | -------------------------------------------------- | -------------- | -------------- | ------- |
| 1     | عريف الجعبري                                       | 14 أغسطس 2002  | 31 يوليو 2007  |         |
| 2     | حسين الأعرج                                        | 1 أغسطس 2007   | 24 أبريل 2010  |         |
| 3     | كامل أحمد حسن حميد                                 | 23 أكتوبر 2010 | 1 أكتوبر 2018  |         |
| 4     | جبرين البكري                                       | 1 أكتوبر 2018  | 10 أغسطس 2023  |         |
|       | خالد عبد العزيز طه دودين (Q124735359) "مُسير أعمال" | 10 أغسطس 2023  | 3 مارس 2024    |         |
| 5     | خالد عبد العزيز طه دودين (Q124735359)              | 3 مارس 2024    | لا يزال        |         |